# Kenneth D. Cockrell
Kenneth D. Cockrell, född 9 april 1950 i Austin, Texas, är en amerikansk astronaut uttagen i astronautgrupp 13 den 17 januari 1990.
Asteroiden 14917 Taco är uppkallad efter honom.

## Rymdfärder
- STS-56
- STS-69
- STS-80
- STS-98

Cockrell var befälhavare ombord på Atlantis/STS-98. Uppdraget var att föra upp och montera fast modulen Destiny Laboratory Module till den internationella rymdstationen ISS.
- STS-111